# Głogownik

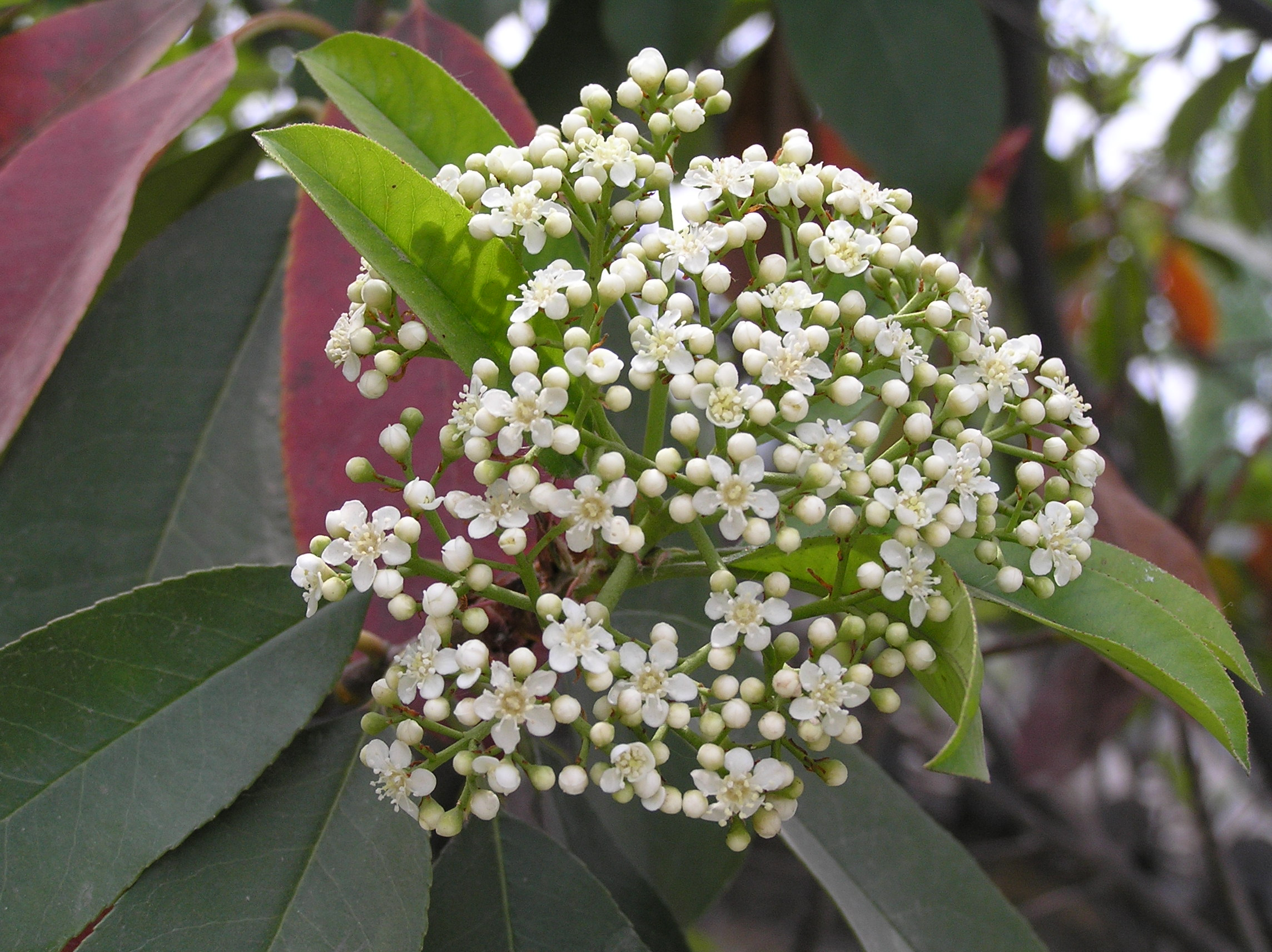
Photinia glabra

Głogownik (Photinia Lindl.) – rodzaj roślin należący do rodziny różowatych. Liczy w zależności od ujęcia systematycznego od ok. 40 do ok. 60 gatunków (problematyczna jest zarówno klasyfikacja wewnątrzrodzajowa, jak i relacje względem blisko spokrewnionych rodzajów). Zasięg rodzaju obejmuje Himalaje oraz południowo-wschodnią i wschodnią Azję, z centrum zróżnicowania w Chinach, gdzie rosną 43 gatunki, w tym 32 endemity. Jeden gatunek – Photinia arbutifolia (w alternatywnym ujęciu Heteromeles arbutifolia) występuje w Kalifornii i północno-zachodnim Meksyku. Rośliny z tego rodzaju rosną w różnego typu lasach oraz na stokach na obszarach górskich.
Niektóre gatunki uprawiane są jako ozdobne, zwłaszcza dla młodych, intensywnie czerwono zabarwionych liści.

## Morfologia

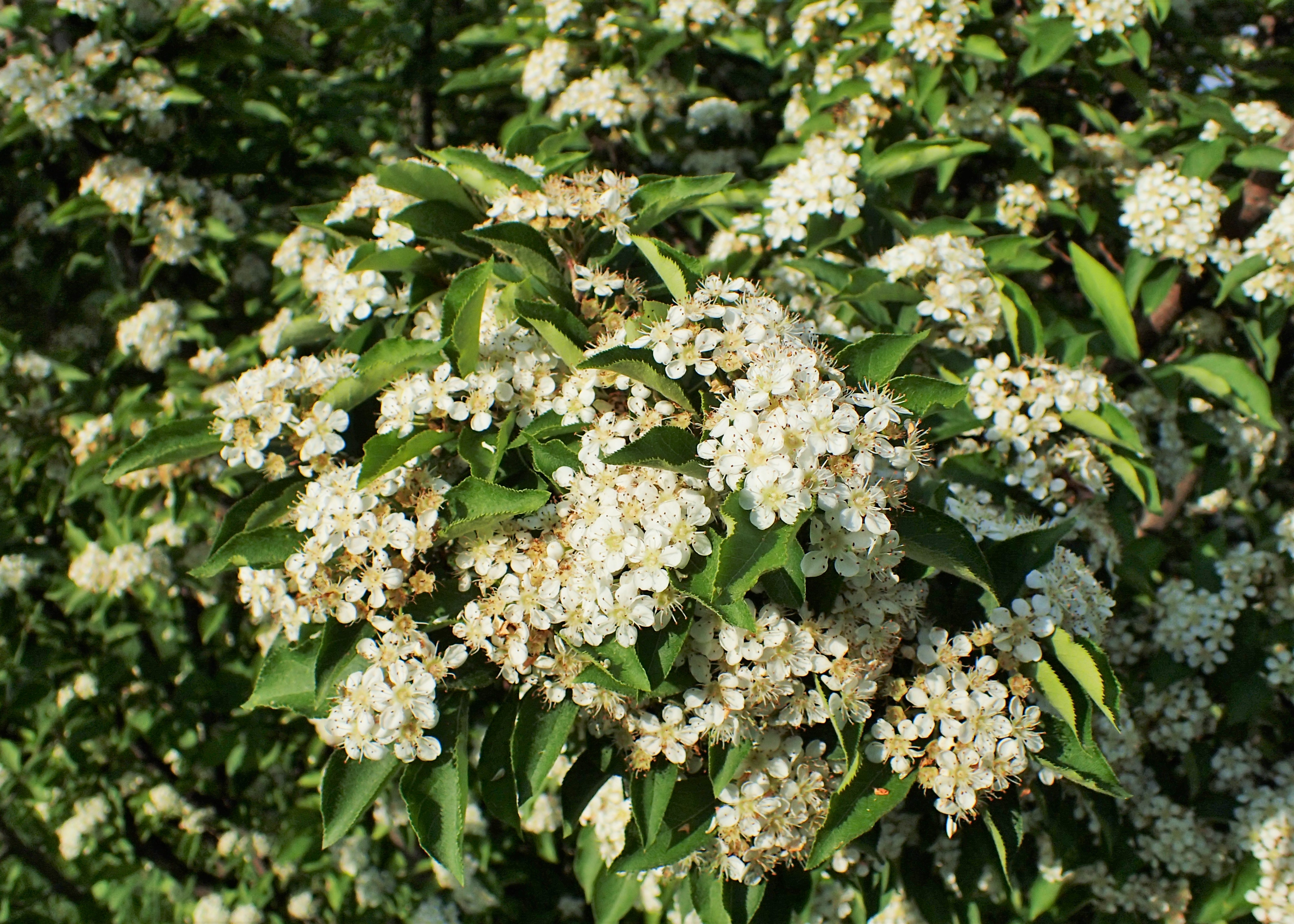
Photinia villosa

PokrójKrzewy i drzewa osiągające do 15 m wysokości. Pędy są wzniesione, nagie, starsze o korze szarej, pozbawione są krótkopędów i cierni.
LiścieZimozielone lub sezonowe, skrętoległe, pojedyncze, krótkoogonkowe, wsparte wolnymi i odpadającymi przylistkami. Blaszka eliptyczna do jajowatej, o długości od 3 do 20 cm, cienka lub skórzasta, płaska, zwykle piłkowana, rzadko całobrzega.
KwiatyZebrane po 150–300 w szczytowe, złożone, baldachogroniaste lub spłaszczone wiechowate kwiatostany. Hypancjum kubeczkowate, dzwonkowate do walcowatego osiąga do 2 mm średnicy i zwykle jest nagie. Działek kielicha jest 5, są one zagięte, trójkątne. Płatków korony jest także 5, są one zawsze białe, zaokrąglone do eliptycznych. Cała korona rzadko przekracza średnicę 12 mm. Pręciki, których jest ok. 20, są podobnej długości lub krótsze od płatków. Zalążnie tworzy 2–5 owocolistków przyległych lub przyrośniętych w środkowej części do hypancjum, tworzących odpowiadającą liczbie owocolistków liczbę szyjek słupka. W każdym owocolistku powstaje jeden lub dwa zalążki.
OwocePozorne określane mianem głogowatych – ich nibyowocnia powstaje z mięśniejącego dna kwiatowego, otaczającego właściwe owoce – jednonasienne orzeszki. Owoce pozorne są kulistawe, jajowate lub elipsoidalne o długości 4–8 mm, rzadziej do 12 mm, po dojrzeniu barwy czerwonej lub czarnej. Na szczycie z trwałymi, rozpostartymi  działkami. W każdej komorze rozwija się 1–2 nasiona.

## Systematyka
Pozycja systematyczna
Rodzaj z plemienia Pyreae, podrodziny Spiraeoideae (dawniej Pomoideae) z rodziny różowatych Rosaceae  lub (w innym ujęciu) do podplemienia Malinae, plemienia Maleae, podrodziny Amygdaloideae w tej samej rodzinie.
W różnych ujęciach włączane są tutaj lub wyodrębniane jako osobne rodzaje: Stranvaesia Lindl., Pourthiaea Decne., Heteromeles M.Roem., w szerokim ujęciu włączano tu nawet rodzaj aronia Aronia.
Wykaz gatunków
- Photinia amphidoxa (C.K.Schneid.) Rehder & E.H.Wilson
- Photinia anlungensis T.T.Yu
- Photinia arbutifolia Lindl.
- Photinia berberidifolia Rehder & E.H.Wilson
- Photinia bodinieri H. Léveillé
- Photinia brandisii Stapf
- Photinia chihsiniana K.C.Kuan
- Photinia chingiana Hand.-Mazz.
- Photinia chingshuiensis (T.Shimizu) T.S.Liu & H.J.Su
- Photinia crassifolia H.Lév.
- Photinia cucphuongensis T.H.Nguyên & Yakovlev
- Photinia davidiana (Decne.) Cardot
- Photinia fokienensis (Finet & Franch.) Franch. ex Cardot
- Photinia × fraseri Dress – głogownik Frasera
- Photinia glabra (Thunb.) Jacob-Makoy
- Photinia griffithii Decne.
- Photinia guerreris J.B.Phipps
- Photinia hirsuta Hand.-Mazz.
- Photinia impressivena Hayata
- Photinia integrifolia Lindl.
- Photinia lanuginosa T.T.Yu
- Photinia lasiogyna (Franch.) C.K.Schneid.
- Photinia lindleyana Wight & Arn.
- Photinia lochengensis T.T.Yu
- Photinia loriformis W.W.Sm.
- Photinia matudae Lundell
- Photinia megaphylla T.T.Yu & T.C.Ku
- Photinia mexicana Hemsl.
- Photinia microcarpa Standl.
- Photinia oblongifolia Standl.
- Photinia pilosicalyx T.T.Yu
- Photinia podocarpifolia T.T.Yu
- Photinia prionophylla (Franch.) C.K.Schneid.
- Photinia prunifolia (Hook. & Arn.) Lindl.
- Photinia pustulata Lindl.
- Photinia serratifolia (Desf.) Kalkman
- Photinia sorbifolia W.B.Liao & W.Guo
- Photinia stenophylla Hand.-Mazz.
- Photinia taishunensis G.H.Xia, L.H.Lou & S.H.Jin
- Photinia tushanensis T.T.Yu
- Photinia undulata (Decne.) Cardot
- Photinia villosa (Thunb.) DC. – głogownik kosmaty
- Photinia wrightiana Maxim.
- Photinia zhejiangensis P.L.Chiu